# Дианово (Курганская область)
Дианово — деревня в Белозерском районе Курганской области Российской Федерации. Входит в состав Боровского сельсовета.

## География
Деревня расположена  берегу небольшого озера, в 23 км от райцентра с. Белозерского. 
До деревни построили "золотую дорогу".

## Население
| 1912 | 1926 | 1989 | 2002 | 2010 |
| ---- | ---- | ---- | ---- | ---- |
| 455  | ↗499 | ↘42  | ↘20  | ↘7   |